# DDR
 Der er for få eller ingen kildehenvisninger i denne artikel, hvilket er et problem. Du kan hjælpe ved at angive troværdige kilder til de påstande, som fremføres i artiklen.

Den Tyske Demokratiske Republik, forkortet DDR fra tysk: Deutsche Demokratische Republik, eller (uofficielt/ikke-anerkendende) Østtyskland, var en tysk stat, der eksisterede fra 1949 til 1990. Den bestod af de nuværende tyske delstater Mecklenburg-Vorpommern, Brandenburg, Sachsen-Anhalt, Sachsen, Thüringen samt den østlige del af Berlin, hvor sidstnævnte fungerede som hovedstad for DDR, under den mere formelle betegnelse 'Berlin, Hauptstadt der DDR', eller kort 'Berlin'.
DDR blev oprettet 7. oktober 1949 i den del af Tyskland, som Sovjetunionen efter aftale med de vestlige allierede (USA, Storbritannien og Frankrig) havde besat efter anden verdenskrig. Tidligere samme år, nemlig 23. maj 1949, var Forbundsrepublikken Tyskland, BRD (Vesttyskland), blevet oprettet i de vestlige besættelseszoner. Forud for oprettelsen af de to stater gik bl.a. en møntreform, som ensidigt gennemførtes i de vest-allieredes besættelseszoner 20. juni 1948, hvor Reichsmarken erstattedes af D-mark. På Potsdamkonferencen var de allierede enige om bl.a. Tysklands opdeling, afmilitarisering og at Tyskland skulle betale krigsskade-erstatninger. Efter den tyske overgivelse ændrede de vest-allierede politik i lyset af den begyndende kolde krig.
DDR var officielt en demokratisk flerpartistat, men i praksis var det partiet Sozialistische Einheitspartei Deutschlands (SED) der bestemte. Ved DDR's forfatning af 1968 blev partiets lederskab skrevet ind i forfatningens artikel 1. DDR var til det sidste efter egen opfattelse en demokratisk republik med frie og uafhængige valg. Først i 1973 blev landet anerkendt af Vesttyskland og en række andre vestlige lande, mens det fra begyndelsen var anerkendt af hele Østblokken. Dette skyldtes primært, at Vesttyskland - som mente at repræsentere alle dele af Tyskland, og som ikke anerkendte Oder-Neisse-linjen som Tysklands østgrænse - indtil 1973 opfattede det som en uvenlig handling, hvis andre stater anerkendte DDR.
Under den kolde krig var DDR medlem af Warszawapagten. Både landets geografiske placering som frontlinjestat og det betydelige antal sovjetiske tropper i staten, gjorde DDR central for Warszawapagtens militære strategier overfor Vesten og omvendt,
DDR blev indlemmet i Forbundsrepublikken Tyskland 1990 efter længere tids uro i de østeuropæiske befolkninger samt Michail Gorbatjovs undsigelse af Brezjnevdoktrinen. Udløsende faktor for indlemmelsen var Berlinmurens fald den 9. november 1989. I Tyskland i dag benævnes det tidligere DDR som 'de nye forbundslande'. Land er i dette tilfælde det tyske ord for en tysk delstat. De statsligt ejede virksomheder blev lagt under Treuhandanstalt, hvis formål var at privatisere virksomhederne eller at sælge aktiverne. Siden genforeningen har forbundsregeringen brugt mere end 100 milliarder kroner om året på at få det tidligere DDR på fode igen.
Indbyggertallet var faldet fra 18.388.000 i 1950 til 16.028.000 den 2. oktober 1990. Indbyggertallet var i 2022 14 millioner i det område, der havde udgjort DDR.

## Historie

### DDR's oprettelse
Opdelingen af Tyskland efter 2. verdenskrig i allierede besættelseszoner var ikke på Potsdam-konferencen tænkt som en permanent løsning, men efterhånden som modsætningerne mellem Sovjetunionen og de vest-allierede blev større, blev landet i stadig større grad delt i to. Med oprettelsen af Forbundsrepublikken Tyskland (Vesttyskland) den 23. maj 1949 var det delte Tyskland et faktum. Oprettelsen af staten DDR skete den 7. oktober 1949.
DDR's forfatning mindede meget om Weimarforfatningens, og ytrings- presse- og religionsfrihed blev specifikt nævnt i artiklerne. Men disse retsprincipper havde deres begrænsninger: Forfatningens artikel seks kan oversættes til: "Militaristisk og revanchistisk propaganda af enhver art, krigshetz og hadefulde udtalelser mod tro, racer eller befolkninger straffes som forbrydelser."

### De første år
Allerede under den sovjetiske militæradministration var det en forudsætning, at politiske partier skulle være tilsluttet den demokratiske blok, hvilket gjorde at fx nazistiske partier eller (i senere år) partier, der ikke anerkendte Tysklands nye østgrænse (Oder-Neisse-grænsen, som aftaltes i Potsdam), var udelukket fra den demokratiske debat. Den 21. april 1946 slog det socialdemokratiske parti (SPD) og det tyske kommunistparti (KPD) i den sovjetiske besættelseszone sig sammen og dannede Sozialistische Einheitspartei Deutschlands (SED). Partiet kom til at spille en ledende rolle i det kommende DDR - med 1968-forfatningen var denne rolle endda indskrevet.
Fra DDR's oprettelse i 1949 til 1971 var Walter Ulbricht som SED's førstesekretær landets fødte leder. Krigsskadeerstatninger til Sovjetunionen og Polen havde umiddelbart efter krigen drænet den østtyske industri for maskiner og øvrigt produktionsapparat. Det var nu vigtigt at få ordnet de økonomiske forhold. I 1951 trådte den første femårs-plan i kraft. Med den havde DDR lagt sig fast på planøkonomi, hvor produktionen blev dirigeret og styret af staten.
Stalins død den 5. marts 1953 fik stor betydning for de socialistiske regeringer, hvor magtkampe mellem tilhængere af den stalinistiske linje og fortalere for en mere blød politisk linje brød ud i lys lue. I DDR brød der den 17. juni 1953 strejker ud blandt østberlinske arbejdere på grund af længere tids utilfredshed med dårlige lønninger og en elendig levnedsmiddelsituation. De fik hurtigt opbakning fra studenterne. Strejkerne bredte sig hurtigt over hele landet og udviklede sig til en egentlig opstand. Kun en voldsom indsats fra sovjetiske kampvogne sikrede, at DDR's styre blev siddende på magten. Walter Ulbricht blev takket være den militære støtte fra Sovjetunionen styrket i sin magtposition.

### Udvandring
Helt fra DDR's oprettelse begyndte indbyggere at flytte til det velhavende og friere Vesttyskland. Denne flygtningestrøm er kendt som befolkningens "afstemning med fødderne". I 1956, hvor 1,72 mio indbyggere havde forladt landet, indførtes en strammere visum- og paslov, der skulle forhindre udvandring. Det var især unge og veluddannede, der forlod landet, dem det nye land allerdårligst kunne undvære. Det blev forbudt at planlægge flugt fra landet, såkaldt "Republikflucht".

### Berlinmuren
Siden Tysklands nederlag var grænserne mellem besættelseszonerne velbevogtede - og i tiltagende grad grænserne mellem den sovjetiske besættelseszone og de vestallieredes zoner. Det var kun gennem Berlin, man kunne rejse til Vesten uden problemer[kilde mangler]. Man kunne stige på et S-tog i Østberlin og stige af i den selvstændige politiske enhed Vestberlin (der hverken var en del af DDR eller Vesttyskland).
I løbet af 1960 og 1961 steg antallet af udrejsende, så det på længere sigt ville årelade DDR. Alene i de første syv måneder af 1961 flygtede 153.000 indbyggere. For at stoppe udvandringen besluttede den østtyske ledelse at spærre adgangen til Vesten, og den 13. august 1961 vågnede berlinerne op til store grupper NVA-soldater, der tog opstilling langs grænsen mellem øst og vest. I løbet af få timer var der pigtråd langs hele strækningen, og i løbet af få måneder stod en betonmur som markering for grænsen mellem Øst- og Vestberlin.

### Stabilitet
Berlinmurens bygning betød en indre ro i DDR. De mange, der havde planlagt flugt, måtte nu opgive og måtte indstille sig på at blive i DDR. Med en større økonomisk reform i 1963, kaldet Neues Ökonomisches System, blev der løsnet lidt op for den rigide, planøkonomiske styring. Staten benyttede sig nu mere af konkurrence, belønning og incitamentsystemer i styringen af økonomien, og det betød at DDR stabiliseredes økonomisk. De nye økonomiske reformer var et vigtigt skridt på vejen til at blive en af verdens ti største industrinationer.
Samtidigt voksede den interne overvågning, som Ministerium für Statssicherheit stod for. Via et enormt net af meddelere og informanter ("Inoffizielle Mitarbeiter") kunne Ministerium für Statssicherheit følge med i selv de mindste detaljer i borgernes liv, og der blev slået hårdt ned på enhver form – reel eller forestillet – for opposition til det socialistiske styre.

### Afspænding i forhold tilVesttyskland
Med Willy Brandts tiltræden som forbundskansler i 1969 blev Vesttysklands politiske linje under parolen "Neue Ostpolitik" ændret i forhold til DDR. Det betød, at politikere fra øst og vest i 1970 for første gang officielt mødtes og talte med hinanden. Selv om Vesttyskland stadig nægtede at anerkende DDR, betød denne gestus meget for DDR i dets bestræbelser på at skabe et holdbart tysk alternativ til den vesttyske forbundsrepublik. Med "Grundlagenvertrag" fra 1972 anerkendte den vesttyske forbundsrepublik DDR og de to tyske stater aftalte at udvikle "normale, gode nabo-relationer med hinanden på et ligeværdigt grundlag".

### Ulbricht forlader scenen, Honecker tager over
I 1971 var det slut for den aldrende Walter Ulbricht at sidde ved roret. Efter længere tids intern uro i partiet blev han tvunget til at træde af til fordel for Erich Honecker, der kom til at lede landet til 1989, hvor hans modstand mod reformer kostede ham lederposten.
I halvfjerdserne forsøgte DDR stadig mere intensivt at opbygge en national identitet omkring staten DDR. Det betød, at tysk historie gik fra at blive tolket som et langt, mørkt kapitel til at blive forløber for oprettelsen af staten DDR. Den tidligere så forhadte preussiske konge Frederik den Store blev pludselig til en tidlig socialist og ven af det fattige bondefolk.
DDR fortsatte dog med at køre hårdt frem mod kritiske røster. Den prominente østtyske forfatter og digter Wolf Biermann blev efter et besøg i Vesttyskland nægtet indrejse til DDR. DDR's tjeneste for statssikkerhed, Stasi, udførte med mere end 100.000 ansatte og over 2.000.000 informanter en omfattende overvågning af den østtyske befolkning.

### Begyndende økonomiske problemer og Gorbatjov
Fra slutningen af halvfjerdserne begyndte den østtyske økonomi at blive stadigt dårligere. Især de to oliekriser i 1973 og 1978 betød store underskud, der måtte finansieres af store lån i udlandet[kilde mangler]. Ved et sovjetisk statsbesøg i 1979 bankede en hidsig Bresjnev i bordet og sagde direkte til Honecker, at han med sin gæld til Vesten var ved at køre DDR direkte i bankerotten[kilde mangler]. Der blev i løbet af firserne ikke taget initiativ til at løse de strukturelle problemer i den østtyske planøkonomi[kilde mangler]. I 1985 blev Gorbatjov ny leder af Sovjetunionen, og hans "perestrojka" og "glasnost"-politik fik hurtigt følger også for DDR, der under Honeckers markante ledelse var et af de mest kommunistiske lande i østblokken.

### Da DDR faldt sammen
DDR var underlagt et marxistisk forstået arbejderklassens herredømme frem til valget den 18. marts 1990 styret af politbureauet. Men DDR var ikke længere et proletariatets diktatur, som det var efter opstanden i 1953 og til efter murens opførelse[kilde mangler]. I 1975 indgik DDR sammen med de øvrige Warszawapagtlande og NATO Helsingfors-erklæringen. Herefter begyndte antallet af ansøgninger om permanent udrejsetilladelse at stige. En ansøgning var ensbetydende med årelang chikane. Der var flere, som fik lov til at rejse ud af landet, men antallet af ansøgninger hobede sig op. I 80'erne blev dissidenter ikke længere afhentet om natten og skudt. Det var nu vigtigt for dissidenterne at blive i landet og reformere socialismen.
I slutningen af firserne steg antallet af oppositionsgrupper inden for DDR, og de blev efterhånden umulige at holde nede. Det drejede sig bl.a. om miljøgrupper, der ville gøre noget ved den enorme forurening, den sovjetiske satellitstat udledte, ofte i overfyldte beboelseskvarterer til stor skade for beboerne. Også freds- og menneskerettighedsgrupper voksede i antal og betydning. Selv om religion var svært foreneligt med den kommunistiske lære, havde DDR siden 1978 alligevel givet kirkerne visse friheder, og det blev i kirkerne, at oppositionsgrupper samledes og planlagde demonstrationer mod regimet.
I vinteren 82/83 skar Sovjetunionen ned for olieleverancerne til DDR, som DDR havde regnet med at sælge videre til Vesten. Det forværrede den dårlige økonomi i DDR og resulterede i, at Honecker måtte vende sig mod Forbundsrepublikken.
I august 1989 fik en begivenhed i Ungarn for alvor udviklingen til at løbe løbsk for DDR's ledelse. Ungarn åbnede, med stiltiende accept fra Sovjetunionen, for grænsen til det vestlige naboland Østrig. Der var nu slået et hul i det finmaskede jerntæppe, og østtyskere kunne flygte til Vesttyskland. Dette betød en fuldstændig underminering af DDR's eksistensberettigelse, der kun havde kunnet opretholdes ved at holde befolkningen bag grænsen.
En brutal opløsning af fredelige demonstrationer over hele landet den 7. oktober 1989 var et tydeligt tegn på regimets manglende virkelighedsopfattelse. De næste dage voksede demonstrationerne i antal, og det tvang den stædige Erich Honecker fra posten. Han var få dage forinden blevet advaret af Mikhail Gorbatjov om ikke at være for stædig. "Den der kommer for sent, forpasser livet", sagde den russiske statsleder.
Den 9. november blev det, ved et pressemøde, af en tydeligt presset eller desorienteret østtysk politiker Günter Schabowski bekendtgjort, at alle grænseovergange var åbne. En sand folkestorm brød løs mod grænseovergangene i Berlin, og grænsesoldater så sig nødsaget til at give efter for folkepresset og åbne grænserne. DDR's åbne grænser var nu en kendsgerning.

### Genforeningen mellem DDR og BRD
De første frie valg i DDR fandt sted den 18. marts 1990. Ved valget opnåede valgforbundet Allianz für Deutschland 48,15% af stemmerne. Det reformerede SED, der nu kaldte sig Partei des Demokratischen Sozialismus (PDS) opnåede blot 16,4% af stemmerne. Alliancen havde ført valgkamp for ophævelse af DDR og en indlemmelse i Forbundsrepublikken Tyskland. Alliancen var ledet af det konservative kristendemokratiske tidligere blokparti CDU, der opnåede 40,8% af de afgivne stemmer foran socialdemokraterne SPD, der opnåede 21,9% af stemmerne.
Efter valget fandt forhandlinger om genforeningen sted og 31. august 1990 blev selve genforeningstraktaten underskrevet.
Genforeningen fandt formelt sted den 3. oktober 1990. DDR ophørte dermed med at eksistere efter næsten 41 år.
Forhandlinger om de praktiske forhold vedrørende genforeningen fortsatte dog i årevis.

## Geografi
Den nordlige og mellemste del er en del af det nordtyske slette, hovedsageligt præget af lavland med landbrug, afvekslende med skove. Karakteristisk for den nordlige del af landet er et morænepræget istidslandskab og talrige større og mindre søer. Længere sydpå rejser landet sig noget og bliver mere bakket. I højlandet er store lavlandsbugter omkring Leipzig. Harzen, Thüringer skoven, Rhön, Erzgebirge, Elbsandsteingebirge, Sächsische Schweiz, Zittauer Gebirge og Lausitzer Bergland, der udgør de højeste højdeplateauer og bjergrygge i syden. Landet præges af de store floder Elben og Oder, der skærer sig gennem landet.
- Højeste bjerge: Fichtelberg i Erzgebirge 1214 m, Brocken i Harzen 1142 m, Inselsberg 916 m,
- Vigtigste floder: Elben, Saale, Oder, Havel, Mulde, Neisse, Spree, Ilm, Peene, Unstrut, Warnow, Werra
- Største søer: Müritz, Schweriner See, Malchiner See,
- Øer: Rügen, Usedom, Poel, Hiddensee, Halbinsel Fischland-Darß-Zingst

### Administrativ inddeling
DDR's territorium bestod af de nuværende delstater Mecklenburg-Vorpommern, Brandenburg, Sachsen, Sachsen-Anhalt og Thüringen, endvidere også den østlige del af den nuværende delstat Berlin.
DDR grænsede op til den indretyske grænse til Vesttyskland, Tjekkoslovakiet samt Polen, mod nord Østersøen. Vest-Berlin en selvstændig enklave midt i DDR.
Fra 1952 blev DDR opdelt i 15 administrative regeringscentre, Bezirke. Ud over hovedstaden Berlin (Berlin, Hauptstadt der DDR) var det:
- Bezirk Dresden
- Bezirk Karl-Marx-Stadt
- Bezirk Leipzig
- Bezirk Gera
- Bezirk Erfurt
- Bezirk Suhl
- Bezirk Halle
- Bezirk Magdeburg
- Bezirk Cottbus
- Bezirk Potsdam
- Bezirk Frankfurt (Oder)
- Bezirk Neubrandenburg
- Bezirk Schwerin
- Bezirk Rostock

Umiddelbart før genforeningen i 1990 blev de 15 "Bezirke" slået sammen til fem delstater, der blev indlemmet i den vesttyske forbundsrepublik den 3. oktober 1990. Nogle Bezirke blev del af forskellige delstater.

## Økonomi
DDR var på trods af de store krigsskadeerstatninger, landet i 1945-1955 betalte til Polen og Sovjetunionen, alligevel en af de højest udviklede industrinationer i Østeuropa, og havde en højere levestandard end mange udviklede lande i verden.

### Kort, økonomisk historie
Den første femårs-plan fra 1951 til 1955 skulle hovedsageligt forsøge at fjerne de mærkbare følger af 2. verdenskrigs ødelæggelser og krigsskadeerstatningerne til Sovjetunionen og Polen (der var uenighed blandt de allierede, da Sovjetunionen ønskede at også de vestallieredes besættelseszoner skulle bidrage til erstatningerne, hvilket de øvrige allierede nægtede, i modstrid med Potsdam-deklarationen). Regeringen fokuserede på at opbygge en stabil energisektor samt svær- og kemiindustri. I de første fem år var planøkonomien ikke slået igennem for alvor, der var stadig over 13.000 private virksomheder, og i landbruget var tvangskollektiviseringer endnu ikke trådt fuldt i kraft.
Allerede i 1957 opnåede DDR en produktion, der var dobbelt så stor som i det tilsvarende område før 2. verdenskrig. 50 procent af verdens udvundne brunkul kom fra DDR[kilde mangler]. I kemi- og stålproduktion lå DDR også på et meget højt niveau[kilde mangler].
Først i 1970'erne var DDR målt på produktion i en årrække verdens tiendestørste industriland[kilde mangler]. Ved genforeningen var DDR blandt de 25 største industrinationer i verden[kilde mangler]. På trods af det blev en stor del af landets udgifter finansieret ved hjælp af store lån i udlandet – især vestlige lande[kilde mangler]. Problemerne blev ikke løst i firserne, bl.a. fordi ingen ville skære i sociale tilskud og goder til befolkningen.

## Politik

### Politisk system
DDR definerede sig selv som en demokratisk, socialistisk stat. Der var tale om et meget centralistisk opfattelse af demokratiet, hvorfor al magt var centreret i partiet. Der blev afholdt valg i DDR, men det foregik ikke efter et valgsystem, der har mange lighedspunkter med det danske. De største partier på de kommunale niveauer var i 1981: SED (21,9-34,5%), FDGB (13,5-22,9%), FDJ (9,0-14,6%), DFD (8,3-10,6%), CDU (5,8-10,0%). I Folkekammeret var ni partier og organisationer repræsenteret, største parti var SED med 25,4% af mandaterne.

#### Kvindernes stilling
I efterkrigens DDR var der som i resten af Europa stor mangel på arbejdskraft. Ligestillingslovens – artikel 24, afsnit 2 i DDR's forfatning af 9. april 1968 – betød, at kvinder ikke kun havde retten, men også pligten til at arbejde inden for stort set alle arbejdsområder. Det indebar for mange familiers vedkommende som noget nyt ligestilling i hjemmet.
For at motivere kvinderne til denne samfundsudvikling kom sociale foranstaltninger mod betalinger som: Pasningsordninger (vuggestuer, børnehaver og fritidshjem, hvor børnene fik forplejning mod betaling af et symbolsk beløb), centrale indkøbsmuligheder og vaskerier. Idealet i DDR socialismen var, at kvinden stod til rådighed for arbejdsmarkedet hele sit arbejdsduelige liv (pensionsalder for kvinder 60 år og mænd 65 år) kun afbrudt af en ret til barselsorlov på et år Babyjahr. Derudover havde kvinder med mindst tre mindreårige børn retten til at gå hjemme som en ligestilling med arbejde.

## Militær
Allerede i 1948 oprettedes på sovjetisk initiativ mindre militærafdelinger i DDR, der bestod af østtyske politienheder, "Volkspolizei". Med den begyndende kolde krig og med Vesttysklands indtræden i NATO og oprettelsen af den vesttyske hær, Bundeswehr, blev det nu besluttet, at også DDR skulle have sin hær.
Den 1. marts 1956 blev den nationale folkearme (NVA-"Nationale Volksarmee") dannet, som den vesttyske med hjælp af mange af de værnemagtsofficerer, der få år forinden havde kæmpet under Hitlers ledelse mod Den Røde Hær. Med indførelsen af værnepligt i 1962 nåede det samlede antal soldater i NVA op på cirka 170.000. NVA deltog på intet tidspunkt i krigshandlinger, men der var planer om at lade divisioner fra NVA deltage i bekæmpelsen af oprøret, Pragforåret i Tjekkoslovakiet i 1968.

## Uddannelsessystemet
I DDR gennemførtes i alt tre skolereformer – Jugendgesetze der DDR = ungdomslovgivning. Sigtet med uddannelsespolitikken i DDR var at skabe nyttige samfundsborgere.

### Kinderkrippe (vuggestue) og Kindergarden (børnehave)
Cirka 63 procent af alle børn mellem første og tredje leveår blev passet i vuggestuer og cirka 90 procent af alle børn i DDR gik i børnehave (3-6 år). Opholdet og pasningen af børnene var gratis for forældrene, der blot skulle betale et symbolsk beløb for barnets forplejning. Statens pædagogiske program for dette alderstrin byggede på en Bildungs – und Erziehungsplan → uddannelses- og opdragelsesplan dvs. det pædagogiske sigte var "selvstændighedsgørelse af børn i fællesskabet".

### Zehnklassige Allgemeinbildende Polytechnische Oberschule (Folkeskole)
Det kendetegnende ved uddannelsespolitikken i DDR var "ensartetheden", Einheitsshule → enhedsskole (privatskoler var ikke tilladt). Ensartetheden betød, at læseplaner og undervisningsmaterialer overalt i DDR var identiske.
Den 10-årige pligtskole var opdelt i tre trin:
Underskole: 1.-3. Klasse: Her var de lovpligtige fag: Tysk, matematik, samtidsorientering, musik, formning, sport, sløjd og skolehaveundervisning.
Mellemskole: 4.-7. klasse: Fysik, udvidet samfundslære og fremmedsprog (russisk var lovpligtig fra 5. kl. og 70 procent af eleverne på dette klassetrin valgte engelsk).
Overskole 8.-10. klasse: Her suppleredes undervisningen med én ugentlig praktikdag i lokale virksomheder – desuden var erhvervsorientering og hjælp til jobsøgning en del af undervisningen.
Alle elever var garanteret en læreplads/arbejdsplads efter den 10-årige skolepligt.

### Erweiterte Oberschule – (EOS) (Gymnasium)
For at komme på universitetet krævedes en gymnasieuddannelse, som i DDR på dette tidspunkt var en to-årig uddannelse. Det var højst tre elever per klasse, der blev indstillet til gymnasiet. Indstillingen foregik via lærerrådet, som arbejdede med regulativer, hvor der blev lagt vægt på fritidsinteresser og resultater opnået ved idrætsstævner, sociale færdigheder og om den pågældende elev deltog i Freie Deutsche Jugend arbejde. Ligeledes var det kun elever med høje gennemsnit, der kom i betragtning.
Fag i EOS: Tysk sprog og litteratur, russisk, andet fremmedsprog (engelsk eller fransk), matematik, fysik, biologi, kemi, geografi, historie, samfundslære, sport og valgfri kunst eller musik.
For at blive sendt videre til universiteter og andre højere læreranstalter forventedes et topgennemsnit på 1.5 (hvor 1 svarer til karakteren 12 i det danske skolesystem). Herudover forventedes det for unge mænds vedkommende, at de havde ydet tre års "ærestjeneste" som soldater inden påbegyndelsen af studiet.

### Universiteter
Adgang til en højere videregående uddannelse var betinget af karakterer, samfundets efterspørgsel og under indflydelse af befolkningens sociale opbygning. Man kunne studere direkte ved læreanstalterne eller per fjernundervisning. Ved at indskrive på et universitet indgik man den forpligtelse at arbejde for staten og acceptere en af staten anvist arbejdsplads. For færdiguddannede med de bedste resultater og høje politisk-moralske egenskaber bestod muligheden for, efter 4-5 års studium at blive optaget på en videregående forskningsuddannelse.

## Kultur
Helt i tråd med DDR's statsdoktrin blev kulturen og uddannelsessystemet støttet intensivt og underlagt kontrol. Forfatningen fra 1968 skulle fremme en socialistisk kultur, kultur for det arbejdende folk og kulturskabernes tætte relation til folkets hverdag. "Kropskultur, sport og turisme som elementer i den socialistiske kultur gavner borgernes omfattende fysiske og åndelige udvikling."
I 1957 havde DDR 86 teatre, 40 symfoniorkestre, 11.092 biblioteker, 284 egns-, kunst- und naturmuseer, 803 kulturhuse, 451 klubhuse, 6 professionelle folkesangsgrupper og 3078 biografer, mens der i 1988 var 18.505 statslige fagforenings- og videnskabelige biblioteker, 1.838 kultur- og klubhuse, 962 ungdomsklubber, 111 musikskoler, 213 teatre, 88 orkestre, 808 biografer, 10 kabareter, 741 museer og 117 zoologiske haver med eksotiske dyr og/eller hjemmehørende arter.
Menneskerne i DDR prioriterede teater og kabaret højt, og kunstnermiljøet var meget aktivt og dynamisk, navnlig i Berlin. Den berømte Semperoper i Dresden, der blev ødelagt under 2. verdenskrig, blev genåbnet i 1985. Friedrichstadt-Palast i Berlin er den sidste store pragtbygning, som blev oprettet i DDR's tid.
Noget meget typisk for DDR-kulturen var de mange forskellige tyske rockbands. Skalaen spænder fra udprægede "statslige" rockbands som Puhdys til kritiske bands som Silly og Renft. Nogle bands som Karat og City opnåede også international berømmelse.

### Film og TV
Om livet i DDR og Øst-Berlin:
- Good bye, Lenin!
- Das Leben der Anderen
- Sonnenallee
- Berlin – Ecke Schönhauser…
- Flugten fra Østtyskland (Ballon)

Tv-programmer:
- Sandmännchen

## Den tredje alder i DDR
Kvinder havde som 60-årige ret til folkepension. Men selv om de havde nået pensionsalderen, forblev de fleste at blive på arbejdsmarkedet: I 1975 var halvdelen af de 55-70-årige på arbejdsmarkedet, og for de 70-75-årige var det næsten hver tredje, mens hver tiende af de 75-80-årige stadig var erhvervsaktive. Som udgangspunkt kunne ingen afskediges ved pensionsalderen – tværtimod var det lovpligtigt at varsle sin arbejdsgiver fem år før planlagt pension. Det var som udgangspunkt den lave pensionsudbetaling, der var hovedårsagen til, at mange ventede med at gå på pension. Pensionsudbetalingen i 1960-70 var i gennemsnit kun en tredjedel af nettolønnen, i 1980'erne var den 57 procent og i 1989 ca. 50 procent.
Ligeledes var der en mærkbar forskel mellem mænd og kvinder; det var kvinderne (75 procent af de erhvervsaktive), der lod sig pensionere i 80'erne.
Det var almindeligt, at pensionister trådte til og stod til rådighed for arbejdsmarkedet i forbindelse med spidsbelastninger og ferietid. Godt nok var forholdene for pensionisterne økonomisk trange – men de havde større frihed end den øvrige del af befolkningen, idet de kunne søge om udrejsetilladelse til Vesten. Det blev stort set aldrig nægtet, for staten sparede pensionsudbetalinger etc. Med hensyn til de svagere ældre kneb det med hjemmepleje, ligesom der kun kunne tilbydes 7.000 plejehjemspladser til 150.000 ansøgere (1989).

## Eksterne links
- Muren gennem Tyskland Undervisningsfilm fra 1984 produceret af Forsvarets Oplysnings- og Velfærdstjeneste.

- Wikimedia Commons har flere filer relateret til DDR

52°03′N 12°23′Ø / 52.05°N 12.39°Ø